# Asiracina
Asiracina är ett släkte av insekter. Asiracina ingår i familjen sporrstritar.
Kladogram enligt Catalogue of Life:
| Asiracina | \| \| Asiracina albofasciata \| \| \| \| \| \| Asiracina badia \| \| \| \| \| \| Asiracina evansi \| \| \| \| \| \| Asiracina punctovenosa \| \| \| \| |
|           | \| \| Asiracina albofasciata \| \| \| \| \| \| Asiracina badia \| \| \| \| \| \| Asiracina evansi \| \| \| \| \| \| Asiracina punctovenosa \| \| \| \| |
|           | Asiracina albofasciata |
|           | |
|           | Asiracina badia |
|           | |
|           | Asiracina evansi |
|           | |
|           | Asiracina punctovenosa |
|           | |